# 巴扎鎮區 (堪薩斯州蔡斯縣)
巴扎鎮區（英語：Bazaar Township）為美國堪薩斯州蔡斯縣轄下的鎮區。2010年美国人口普查中該鎮區人口有93人。

## 地理
巴扎鎮區涵蓋總面積為292.99平方（113.12平方英里）。

### 非建制地區
- 巴扎

### 墓園
根據美國地質調查局的資料，此鎮區擁有1座墓園：
- 巴扎墓園（Bazaar Cemetery）

### 溪流
通過此鎮區的溪流有：
| - 貝克溪（Baker Creek） - 登溪（Den Creek） - 沙普斯溪東支流（East Branch Sharpes Creek） - 福爾瑟姆溪（Folsom Creek） - 柯克溪（Kirk Creek） | - 尼克爾溪（Nickel Creek） - 諾頓溪（Norton Creek） - 羅克溪（Rock Creek） - 沙普斯溪（Sharpes Creek） - 耶格爾溪（Yeager Creek） |

## 人口統計
根據2010年美國人口普查，巴扎鎮區人口有93人，住房60戶，人口密度為0.32人/每平方公里。此鎮區居民之種族中，白人佔96.77%，非裔美國人佔0%，美洲原住民佔0%，亞裔美國人佔0%，太平洋島裔美國人佔0%，其他種族佔2.15%，混血種族則佔1.08%。而西班牙裔或拉丁裔美國人佔此鎮區人口的2.15%。

## 外部連結
- 蔡斯縣官方網站 （页面存档备份，存于）
- City-Data.com （页面存档备份，存于）
- 蔡斯縣地圖：當前 （页面存档备份，存于），歷史 （页面存档备份，存于），堪薩斯州運輸部